# Snæfellsbær
Snæfellsbær est une municipalité située à l'ouest de la péninsule de Snæfellsnes, sur la côte ouest de l'Islande.

## Démographie
Évolution de la population :
- 2011 : 1 723
- 2022 : 1 666